# Васильківська селищна територіальна громада
Васильківська селищна громада — територіальна громада в Україні, у Синельниківському районі Дніпропетровської області. Адміністративний центр — селище Васильківка.
Площа громади — 880,87 км², населення — 20 583 мешканці (2018).
Утворена 11 серпня 2016 року шляхом об'єднання Васильківської селищної ради та Богданівської, Великоолександрівської, Воскресенівської сільських рад Васильківського району.
1 серпня 2018 року до громади добровільно приєдналися Письменська селищна та Григорівська і Дебальцівська сільські ради.
12 червня 2020 року приєднана Павлівська сільська рада.
19 липня 2020 року, під час адміністративно-територіальної реформи та ліквідації Васильківського району, село увійшло до складу Синельниківського району.

## Населені пункти
До складу громади входять 2 селища (Васильківка, Письменне) та 54 села:
- Аврамівка
- Бабакове
- Богданівка
- Бондареве
- Бунчужне
- Великоолександрівка
- Вербівське
- Веселий Кут
- Вовчанське
- Воскресенівка
- Дебальцеве
- Дібрівка
- Довге
- Долина
- Зелений Гай
- Зоря
- Іванівка
- Іванівське
- Каплистівка
- Катеринівка
- Кобзар
- Колоно-Миколаївка
- Коржове
- Криворізьке
- Крутоярка
- Луб'янці
- Лугове
- Манвелівка
- Морозівське
- Нововасильківка
- Нововоскресенівка
- Новогригорівка
- Новоіванівка
- Новотерсянське
- Охотниче
- Павлівка
- Перевальське
- Перепеляче
- Петриківка
- Правда
- Преображенське
- Пришиб
- Рубанівське
- Самарське
- Середня Терса
- Солонці
- Тихе
- Улянівка
- Цибуляни
- Червона Долина
- Шевченківське
- Шевченко
- Шев'якине
- Широке